# Karl Evers (Ingenieur)
Karl Evers (* März 1904; † 1969) war Flieger-Hauptingenieur im Reichsluftfahrtministerium und Regierungsdirektor im Bundesverteidigungsministerium.

## Leben
Evers absolvierte ein Fachhochschulstudium und wurde Ingenieur. Evers war Referent für Navigationsinstrumente im Reichsluftfahrtministerium und betreute die Entwicklung von Kreiselinstrumenten. Diese werden in Flugzeugen und unbemannte Flugkörpern, wie der „V2“ eingesetzt. Die Askania-Werke AG, war Lizenznehmer der Sperry Corporation für Kreiselinstrumente. Die Askania wurde von Evers im Reichsluftfahrtministerium und später im Verteidigungsministerium betreut.
Nach 1945 arbeitete Evers bei Siemens bei der Angebotserstellung. 1956 wurde Evers Beamter des Bundesverteidigungsministeriums. Evers gehörte zum Starfighter-Team und war zur Vorbereitung der Starfighter-Kaufverträge Ende der 1950er achtmal in den USA. Im Sommer 1964 wurden an die Fa. Sperry Aufträge der Luftwaffe der Bundeswehr vergeben. Der beratende Ingenieur Peter Ehrhardt aus München war seit 1961 Sperry-Lobbyist. Im Sommer 1965 zog Ehrhardt auf sein Weingut am Gardasee um und sein Stellvertreter Colin Richardson nach London. Die Sperry-Kreiseltechnik hatte ihren Geschäftssitz in München. Rudolf Höfling leitete die Apparatebau Gauting, welche bis 1955 Tochtergesellschaft der Askania war. Diese Gesellschaft besaß zu 50 Prozent die Luftfahrtgerätevertrieb Gauting, deren andere Hälfte von der Bendix Air Equipement, einem Lizenznehmer von Sperry, gehalten wurde. Apparatebau Gauting erhielt ein Drittel des Auftrages für den Sperry SP-40 Autopilot, einen Unterauftrag für die Kreiselplattform „SYP–820“ für die Fiat G.91Y, welcher den Sperry Richtungskreisel „CL-11“ ersetzte. Apparatebau Gauting fertigte später den „C2-G“-Kurskreisel von Sperry für den Lockheed F-104-G und den Bell 206. Die Apparatebau Gauting gehörte zu zehn Prozent ihrem Direktor Rudolf Höfling, zu 90 Prozent Josef „Ochsensepp“ Müller und dessen Tochter Christine-Marianne.
Am 29. März 1966 zog Evers von Bonn nach Grafenau (Niederbayern). Am 6. April 1966 nahm Evers einen telegrafisch festgelegten Termin in Bonn wahr. Ihm wurde eröffnet, dass es sich um einen Haftbefehl handelte, es wurde ihm Vorteilsgewährung vorgeworfen.
Im Mai 1967 wurde Evers zu zweieinhalb Jahren Haft verurteilt.